# خانه جلالی
خانه جلالی مربوط به دوره صفوی - دوره قاجار - دوره معاصر است و در اصفهان، خیابان عبدالرزاق کوچه ابواسحاقیه، کوچه پشت مسجد واقع شده و این اثر در تاریخ ۱۸ مهر ۱۳۷۵ با شمارهٔ ثبت ۱۷۵۶ به‌عنوان یکی از آثار ملی ایران به ثبت رسیده‌است.